# نوکتورن در سی ماژور (دورژاک)
نوکتورن در سی ماژور  اپوس. ۴۰، یک آهنگ تک موومانی برای ارکستر زهی توسط آنتونین دورژاک است که در سال ۱۸۸۳ منتشر شد.

## تاریخچه
این اثر به عنوان موومان آهسته، تندا مذهبی ، از کوارتت زهی شماره ۴ اولیه دووراک، در می مینور، در سال ۱۸۷۰، که در زمان حیات او منتشر نشد اقتباس گرفته شده بود.   